# 金色の星
『金色の星』（きんいろのほし）は岸裕子による日本の漫画、および表題作を含む作品集。表題作は『別冊少女コミック』（小学館）1973年10月号と11月号に掲載された。血友病を題材にした作品である。
ここでは、原型となったコメディー作品、『ラブリー・ジーン』についても言及する。

## あらすじ
メル・アンダーソンは亡き母親を慕っていたが、あるとき、医師をしている父親が、母親の末の妹の娘で、メルの母親そっくりだというジェイン・バーキンを引き取り、しばらくともに暮らすことになるが、母親と違って、短髪のジェインの姿に反感を持つ。ジェインはメルと同じクラスに編入されるが、少し前に同じくメルのクラスに転入した少年、エリー・エルスベルは、ジェインの姿を見て、驚く。
メルは生徒会長のライザ・エスターに憧れており、そのことをエリーに察知されていた。エリーはそんなメルに、きみは真剣に誰かを愛したことがあるのか、自分にはそういう存在、金色の星があると語る。
相変わらずジェインのことを邪慳にするメルであったが、授業中、ジェインが頭を抱えて苦しむ場面を目撃し、驚愕する。エリーは率先してジェインを医務室へ連れて行き、メルは自己嫌悪を覚える。後で医務室に立ち寄ったメルは彼女が母親によく似たすみれ色の瞳をしていることに気づく。それでも素直になれないメルのことをエリーは責めるが、突然、膝の痛みに苦しみ、手を貸してくれたメルに告白する。からかわれたと思い込んだメルはエリーのことを突き飛ばし、そのまま去っていった。
来る学園祭のパーティーで、メルは父親からジェインと一緒に踊ることを命令されるが、ライザからダンスのパートナーになって欲しいと申し込まれ、それを引き受けてしまう。そのことをメルはエリーに報告しようとするが、エリーの住所が父親が院長をつとめる中央病院であることに驚かされる。病室では、院長であるメルの父親がエリーに説教をしており、みんなで自分を心配させる、そんなに学校へ行きたいのか、生きてこその人生なのに、と呟くが、それに対し、エリーは愛することこそが人生だと主張していた。
メルのダンスでのパートナーのことを知り、ジェインのことはどうなるのかと責めるエリーに、メルは君がジェインのパートナーになればいいではないか、と呟き、ライザが過去に彼女のさそいを断った自分への復讐のためにメルに近づいたのだと告げるエリーの言葉を聞き入れず、かえってライザに慰められる有様であった。その様子をみて影で悲しんでいたジェインに、エリーはすべては自分のせいだと謝罪し、看護婦の噂話から、ジェインが脳腫瘍で手術を受ける予定であると知ったと告げた…。

## 登場人物
メル・アンダーソン
主人公で17歳。9歳の時に死に別れたブロンド髪ですみれ色の瞳を持つ母親が自慢だったと、知り合ったばかりのエリーに語っていた。家族構成は父親と、ばあやのサミエル夫人、つがいのカナリヤと、金色と青の瞳の白い猫、好きな作曲家はブラームス、お氣に入りは小説家のレイ・ブラッドベリー。大好物はレモンパイで、嫌いなものはトマトジュース、内気で頑固で意地っ張りなところがある。眼鏡をかけており、その奥には母親に似たエメラルドグリーンの瞳を持っている。
金髪の、すみれ色の瞳ということでライザに憧れており、短髪のジェインを邪慳にするが、エリーが語っていたジェインの秘密を知り、悩むようになる。手術のために切られた髪で作られた鬘姿のジェインを見て、ドキッとするが、それでも意志を変えなかった。最後にライザに騙されていたことを知り、後悔し、直後に事故に遭ったジェインに改めて告白する。
エリー・エルスベル
もう一人の、実質上の主人公で、金髪でロングヘアーの少年。メルと同じく17歳。転校10日ほどでメルと親友になる。1年ほど前からメルの父親の病院の第5特別室に入院しており、マジックミラーで室外の様子を見て楽しむ、茶目っ気なところもある。家庭教師がついているため、成績は優秀。実は血友病患者で、上述の膝の関節の痛みは内部出血によるものであった。彼のために両親が離婚し、母親に引き取られている。誕生日に母親から3ダースのサマークイーンの薔薇が贈られてきているが、母親はエリーの誕生日を2日ほど間違えており、そのことで母親を責めずに、母親の第二の人生が幸せなものであって欲しいと願っている。メルのことを以前から知っており、彼に会いたいがために学園生活をしている。
ジェインのことは。3年前にロンドンに住んでいたころ入院していた病院の2階の病室から見ており、彼女が美しいブロンドの巻毛であったことを知っていた。ライザに対しては、薔薇の棘では死にたくないと言って、拒絶しており、そのことで、プライドの高いライザの怒りを買っている。メルにライザが愛しているのは自分だけだと伝えたが、逆にメルの怒りを買っている。
学園祭のパーティー会場から飛び出していったジェインが自動車に轢かれそうになるのを庇い、軽傷を負うが、出血が収まらずに、そのまま死亡する。メルは死後の彼に向かって、これでほんとうによかったのか、と呟いていた。
ジェイン・バーキン
物語のヒロインで、メルのいとこ。同じく17歳。ブロンド髪で、すみれ色の瞳をしている。両親が音楽家で、小さい頃からともに世界各国を巡って旅行をしており、学校へは通ったことはないが、エリー同様に家庭教師のおかげで成績は優秀である。20％の成功確率の脳腫瘍の手術のために、腰まであった髪を切り取られ、おかっぱ頭になっている。メルの父親から、学園祭のパーティーで踊る2週間の学園生活を許されており、メルがライザとパーティーで踊ることを彼の父親には告げず、嘆きながらも逆にメルの幸せを喜んでいる。そのため、ライザがメルをもてあそんでいたことを知り、ライザに平手打ちを食らわせている。そのまま会場を飛び出し、自動車に轢かれそうになるところを、エリーに救われる。
ライザ・エスター
フィーニックス学園の生徒会長で、いわゆる学園の女王。学園のプレイボーイ、ロジャと以前から公認された仲であった。プライドの高い性格で、自分のさそいを断ったエリーを憎んでおり、メルとエリーのやりとりを目撃し、エリーへの復讐に利用しようとして、メルに学園祭のダンスのパートナーになってくれるようにと頼む。そのダンスパーティーで、ロジャーとの婚約発表をする。
ロジャー
ライザの恋人で、一見プレイボーイ風で男前。実は常識人で、ライザの誘いを断ったエリーのことを大したものだと評価していた。ライザの気の強い性格を気に入っているが、ジェインに同情もしており、エリーへの復讐心で凝り固まっているライザに対して、怖い人間だ、という評価も下している。
E・アンダーソン
メルの父親。亡き妻の妹から預かったジェインのことを大事にしており、彼女を粗雑に扱う息子に対して、怒りを露わにしていた。エリーの主治医でもあり、彼に対しても無茶な行動を責め。彼の母親に申しわけが立たないと嘆いている。手術のために切ったジェインの髪を大切に保存してあり、その髪でジェインの鬘をつくっている。

## 解説
伊東杏里は、岸裕子の主人公の姿は、作者の先天性虚弱体質と繋がっており、この作品ではエリー・エルスベルの「生まれた時から死というやつにとなりあわせていると人より多くのことを考えるものなんだよ」というセリフに表現されている、と語っている。その心象風景の中で日常と非日常を分けているものは、風が吹けば風に揺れ、日が差せば日にたわむれるコットン・ローンのカーテンのようなもので、同じくエリーの語る「愛することが人生だと思います」と語る愛があるなら、コットン・ローンのカーテンの向こう側にしかなく、主人公たちはそのカーテンが揺れる際の一瞬見える向こう側の愛に憧れるが、そのカーテンが決して開くことがなく、ただ愛が向こうからやってくるのを待ち望む、無限の輪廻の地獄の中にいると評している。

## ラブリー・ジーン
『ラブリー・ジーン』は、岸裕子による日本の漫画。『別冊少女コミック』（小学館）1973年7月号に掲載された。

### あらすじ
ジーン・ジニーは男勝りのお転婆な少女であったが、血液を極度に怖がるデビッドと相思相愛であった。夏休みにデビッドの屋敷に遊びに来たジーンは、エリー・エルスベルという女と見紛うばかりの美少年に出会う。いとこであるエリーのことを心配しまくるデビッドに、ジーンは知らず知らずのうちに対抗心を燃やす。そんなジーンをからかうかのように活発に過ごすエリーの姿に、いつの間にかジーンも彼と真剣に向き合うようになるが、デビッドからエリーは血友病であると聞かされ、態度を一変させる。そのことでエリーは周囲の人すべてが自分を壞れ物を見るかのように見ると言って悲しみ、思わずペーパーナイフで手のひらを傷つけてしまう…。

### 登場人物
ジーン・ジニー
演劇部所属の少女で、美人ではないが明るい勝ち気な性格の少女。夏休みの演劇部のサマートレーニングがはやくに片付いたため、はやめにデビッドの家を訪問し、そこでエリーと対面する。エリーのことを甘やかすデビッドに、男の子は外へ出て遊ぶものだ、と説教する一方で、デビッドがエリーのことを好きなのではないか、と花占いをする面もある。
デビッド
同級生が鼻血を出すのを見ただけで気絶するほど血液恐怖症の少年。7歳の時、かわいがっていた犬が自動車に轢かれて死ぬのを見たのがきっかけ。おばであるエリーの母親より彼のことを預かっており、花屋で薔薇の棘を全部抜いて貰ったりしている。エリーが勝手に外出して帽子を買った際にも、もしものことがあったらばどうするんだ、と言って責めている。ジーンに、エリーから口止めされていた血友病の真実を告げ、そのことでエリーに怨まれている。血を流して苦しむエリーの姿を見て、何とか止血し、病院に連絡した結果、血液恐怖症を克服することが出来た。
エリー・エルスベル
基本的な性格や設定は『金色の星』と同じであるが、この物語の中ではどちらかと言えば、活発な性格で、年少の設定。サマークイーンの薔薇を好んでいる。このままでは世間の荒波について行けないというジーンに対し、自分は大人にならないと口にしている。自分に初めて対等に接してくれたジーンに好感を持つ。

## 同時収録作品（ポケットコミックス）

### 恋に金髪（ブロンド）おことわり
『別冊少女コミック』1972年9月号に掲載。
演劇部に所属している赤毛でそばかすの少女、ニコル・フェドールには、親同士が決めた婚約者であるルネがいたが、一度だけと学園のアイドルであるカミル・ド・グリューに憧れの気持ちを綴ったラブレターを出した。しかし、カミルはブロンドの女性にしか興味はないと公衆の面前で断り、ニコルを笑いものにした。復讐のため、ブロンドの巻毛の少女に変装したニコルはソフィと名乗り、言い寄って来たカミルを逆に振るが、カミルは対抗心を燃やす。その様子を見ていたルネは一目でソフィがニコルであることを見抜き、心配をする。やがて、カミルの淋しそうな目に気づいたニコルはルネとカミルのどちらが好きなのか分からなくなり、これ以上のゲームはやめようと思い、手焼きのクッキーを最後の贈り物にとカミルの18歳の誕生日に渡す、一同はソフィを笑いものにするが、カミルだけはソフィの贈り物を感謝し、なぜ赤毛の少女を嫌うのか、その理由を告白した。それは自分を捨てて駆け落ちした母親が、赤毛であったからであった。お互いに真剣な思いになってしまった二人だったが、財産目当てでカミルと交際していたイルマは、ニコルとソフィが同一人物だと知り、その事実をカミルに告げる…。

## 同時収録作品（サンコミックス・ストロベリーシリーズ）

### やさしい風
『別冊少女コミック』1975年2月号に掲載。
大女優のフランソワーズ・リラは映画『やさしい風』の2人の相手役のうち、一人を自分の息子であるジュール・ノアールを推薦していた。フランソワーズがロール・ノアールと名のっていた無名時代の元恋人であるフェルナン・ダルルはジュールに映画出演を打診しにゆくが、その途上の森の中でロールそっくりの美少女にフェルナンは出会った。彼女はジュールの変装であり、16歳のロールが施設に捨てた彼を5歳の時に引き取ってくれた、同じくフランソワーズの元交際相手である医師のルシアン・イグレーヌよって育てられていた。ルシアンからジュールは映画出演する希望はないと聞かされていたフェルナンであったが、殴りつけてでも依頼を達成しようとし、そんな彼にジュールも次第に惹かれてゆく。実はジュールは半年前から心臓を悪くしており、映画出演どころではなかったが、そんなおり、映画のもう一人の共演者であるエドワード・アレイがルシアン宅に現れ、ジュールに、母親が乳癌で余命幾許もないという事実を告げる…。

## 書誌情報
- 『金色の星』ポケットコミックス（スタジオ・シップ）1977年12月20日発行
  - 収録作品：「金色の星」・「ラブリー・ジーン」・「恋に金髪おことわり」
- 『金色の星』サンコミックス・ストロベリーシリーズ（朝日ソノラマ）1988年2月29日発行
  - 収録作品：「金色の星」・「ラブリー・ジーン」・「やさしい風」